# Claude Bowes-Lyon, 13. Earl of Strathmore and Kinghorne

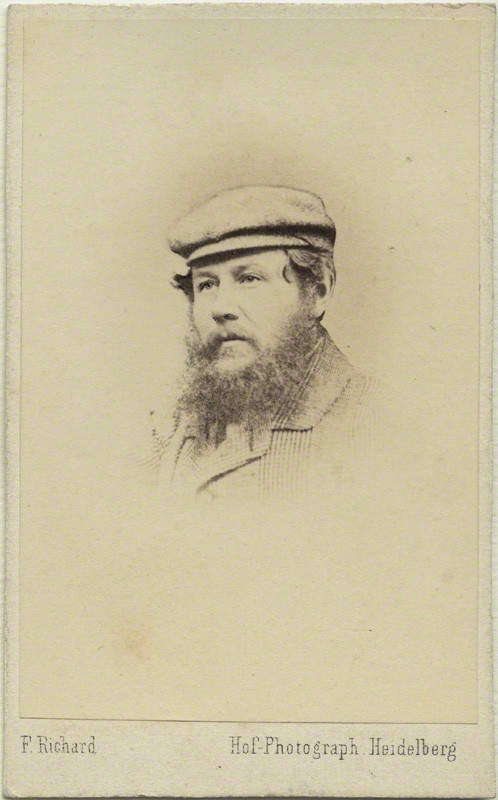
Claude Bowes-Lyon, 13. Earl of Strathmore and Kinghorne

Claude Bowes-Lyon, 13. Earl of Strathmore and Kinghorne (* 21. Juli 1824 in Redbourn, Hertfordshire; † 16. Februar 1904 in Bordighera, Italien) war ein britischer Adliger und Politiker.

## Leben
Er war der jüngere Sohn von Thomas George Lyon-Bowes, Lord Glamis (1801–1834), und dessen Gattin Charlotte Grimstead (um 1798–1881). Sein Großvater väterlicherseits war Thomas Lyon-Bowes, 11. Earl of Strathmore and Kinghorne (1773–1846). Bei Geburt trug er noch den Familiennamen Lyon-Bowes, später änderte er ihn zu Bowes-Lyon.
Er wurde am Winchester College erzogen und studierte am Christ Church College der University of Oxford. Beim Tod seines Großvaters 1846 war sein Vater bereits gestorben, so dass sein älterer Bruder Thomas den Earlstitel erbte. Claude wurde daraufhin am 8. Februar 1847 durch Royal Warrant der protokollarische Rang eines jüngeren Sohns eines Earls zuerkannt.
Er trat 1848 im Rang eines Cornet der 2nd Life Guards in die British Army ein und stieg 1852 in den Rang eines Lieutenant auf.
Als sein Bruder 1865 kinderlos starb, erbte Claude dessen zur Peerage of Scotland gehörende Adelstitel als 13. Earl of Strathmore and Kinghorne.
Zeitweise hatte er die Ämter eines Friedensrichters (Justice of the Peace) für Sussex und des Deputy Lieutenant von Dundee inne. Von 1874 bis 1904 war er Lord-Lieutenant von Forfarshire. Von 1870 bis 1897 war er als schottischer Representative Peer Mitglied des britischen House of Lords.
Am 1. Juli 1887 wurde ihm in der Peerage of the United Kingdom der Titel Baron Bowes, of Streatlam Castle in the County of Durham and of Lunedale in the County of York, verliehen. Im Gegensatz zu seinen schottischen Titeln berechtigte dieser ihn zu einem erblichen Sitz im britischen House of Lords.
Er starb am 16. Februar 1904 im Alter von 79 Jahren in Bordighera, Italien, und wurde am 24. Februar 1904 begraben. Seine Adelstitel erbte sein ältester Sohn Claude.

## Ehe und Nachkommen
Am 28. September 1853 heiratete er Frances Dora Smith (1833–1922). Mit ihr hatte er elf Kinder:
- Claude George Bowes-Lyon, 14. Earl of Strathmore and Kinghorne (1855–1944) ⚭ 1881 Cecilia Cavendish-Bentinck;
- Hon. Francis Bowes-Lyon (1856–1948) ⚭ 1883 Lady Anne Catherine Sybil Lindsay († 1936), Tochter des Alexander Lindsay, 25. Earl of Crawford;
- Hon. Ernest Bowes-Lyon (1858–1891) ⚭ 1882 Isobel Hester Drummond († 1945);
- Hon. Herbert Bowes-Lyon (1860–1897);
- Hon. Patrick Bowes-Lyon (1863–1946), Major der British Army, Gutsherr von Skeynes bei Edenbridge in Kent, ⚭ 1893 Alice Wiltshire († 1853);
- Lady Constance Frances Bowes-Lyon (1865–1951) ⚭ 1893 Robert Francis Leslie Blackburn, Lord Blackburn († 1944), Lord of Session 1918–1935;
- Hon. Kenneth Bowes-Lyon (1867–1911);
- Lady Mildred Marion Bowes-Lyon (1868–1897) ⚭ 1890 Augustus Edward Jessup;
- Lady Maud Agnes Bowes-Lyon (1870–1941);
- Lady Evelyn Mary Bowes-Lyon (1872–1876);
- Hon. Malcom Bowes-Lyon (1874–1957), Lieutenant-Colonel der British Army, ⚭ 1907 Winifred Gurdon-Rebow († 1957), Witwe des Charles Eustace Hutton.

## Verbindung zum britischen Königshaus
Seine Enkelin Elizabeth Bowes-Lyon heiratete 1923 den späteren König Georg VI. Somit war Claude Bowes-Lyon einer der Urgroßväter von Königin Elisabeth II. (1926–2022).